# Fabre Geffrard
Fabre Nicolas Guillaume Geffrard (Anse - à-Veau, 23 de setembro de 1806 - Kingston, 31 de dezembro de 1878) foi o oitavo presidente do Haiti. General do exército de seu país, Geffrard assumiu o poder em 1859, após um golpe de estado que depôs o imperador Faustino I do Haiti. Durante seu governo, enfrentou várias rebeliões, até ser deposto em 1867, pelo major Sylvain Salnave.

## Família
Seu pai morreu apenas algumas semanas após o nascimento de Fabre. O general Nicolás Geffrard, é um herói nacional. Lutou na guerra da independência, foi um dos autores da primeira Constituição do país e compôs a música do hino nacional. Com a morte do pai, Fabre Geffrard foi então adotado por um parente, o coronel Fabre, comandante de um regimento na vila de Les Cayes. Fabre Geffrard estudou no colégio de Les Cayes, até se alistar no exército, onde seguiria extensa carreira.
Filho de Marguerite Lejeune Geffrard, casou-se com Marguerite Lorvana McIntosh, com quem teve oito filhos.

## Carreira militar
Geffrard deixou o colégio em 1821 para se alistar no exército, seguindo a mesma carreira de seu pai e de seu tio, que o criou. Recebeu sucessivas promoções até tornar-se capitão, e, quando o general Herard Riviere deflagrou uma rebelião contra o presidente Jean Pierre Boyer em 1843, nomeou Geffrard como tenente-coronel, e o enviou para ocupar a cidade de Jérémie, onde foi promovido a coronel por um comitê popular. Geffrard venceu Boyer perto da cidade de Jacmel, e perseguiu-o até Tiburon. Após o triunfo da revolução em 1844, foi designado general-de-brigada e comandante de Jacmel. Em 1845, dominou uma rebelião do general Achaau, e foi promovido general de divisão; mas, quando o presidente Riche assumiu o poder em 1846, temendo sua popularidade, Geffrard foi preso e enviado à corte marcial, que, entretanto, absolveu-o. Durante a presidência de Faustin Soulouque, Geffrard comandou uma divisão da força expedicionária contra os dominicanos em 1849, sendo ferido na batalha de Azua. Em 1850, quando Solouque proclamou-se imperador, sob o título de Faustino I, ele concedeu a Geffrard o título de Duque de Tabaro. Em 1856, tomou parte de uma malsucedida segunda campanha contra Santo Domingo, e como comandante da retaguarda, protegeu a retirada das tropas e salvou a artilharia. Quando o governo de Soulouque tornou-se impopular, em 1858, o imperador começou a suspeitar da popularidade de Geffrard, e retirou-o de seu comando.

## Presidência
Após ter perdido o comando no exército, Geffrard, temendo a prisão, fugiu para Gonaïves. Com a notícia, os povos dos dois departamentos do norte se rebelaram, anunciaram a deposição de Soulouque e proclamaram a República sob presidência de Geffrard, em 22 de dezembro de 1858. Rapidamente, Geffrard reuniu um grande exército, e entrou triunfante em Porto Príncipe, já em 15 de janeiro de 1859, mas garantiu a saída em segurança do imperador e de sua família. Sob sua presidência, o Haiti deu início a uma nova era de progresso, com controle dos gastos públicos e a redução de impostos, sobretudo sobre a propriedade rural. Mas em 3 de setembro de 1859, o ministro do interior, Guerrier Prophete, chefiou uma revolta, que culminou em um atentado contra a vida de Geffrard, em que uma de suas filhas, recém-casada, foi assassinada. Na ausência do presidente, o ministro e dois cúmplices foram condenados à morte, outros 16 foram executados e alguns foram anistiados ou presos.
Firmou tratados de comércio com a França, a Inglaterra e a Espanha. Em 1861, seu governo tornou-se bastante impopular, em meio a acusações de subserviência à Espanha, por não se opor à ocupação de Santo Domingo por aquela potência, e em 1862, houve uma revolta sob a liderança do general Legros em Gonaïves, e em 1864, outra revolta, sob liderança de Sylvain Salnave no norte, que proclamou o governo provisório no distrito de Cabo Haitiano, em maio de 1865. Com a ajuda dos ingleses, cujos interesses estavam ameaçados pela posição de Salnaves, Geffrard conseguiu derrotar o governo provisório em novembro, tendo Salnaves refugiado-se a bordo de um navio de guerra dos Estados Unidos. Porém, em junho de 1866, Salnaves ainda fez nova tentativa em Gonaïves, e foi novamente derrotado. Para conciliar o povo, que começava a compará-lo a Faustin Soulouque, Geffrard promulgou leis liberais e aboliu a pena de morte por crimes políticos. Mas a revolta continuou a crescer no interior, e em 22 de fevereiro de 1867, houve um destacado pronunciamento em favor de Salnave em Porto Príncipe; e, embora
Geffrard tenha colocado a capital em 
Estado de Defesa, ele logo percebeu que a resistência seria inútil, e refugiou-se com sua família em um navio francês. Em 13 de março de 1867, Salnave tomou a capital e Geffrard partiu para a Jamaica, onde ficou até sua morte, em 31 de dezembro de 1878.
Seu governo ficou marcado por atos de clemência e reformas salutares, tendo Geffrard recusado o poder absoluto que se lhe foi oferecido. Porém, embora tenha tentado reformar o governo, pouco pôde fazer em meio às constantes rebeliões.